# Contea d'Armagnac

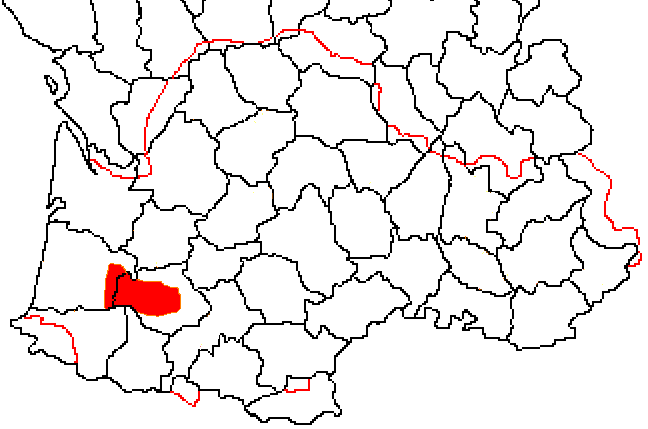
In rosso, l'attuale Armagnac

Arma dei conti d'Armagnac : d'argento con leone rosso

La contea d'Armagnac (in lingua francese: Comté d'Armagnac, in occitano Comtat d'Armanhac, in catalano Comtat d'Armanyac, in castigliano Condado de Armañac), il cui territorio storico nel sud-ovest della Francia corrisponde all'attuale zona di produzione dell'armagnac, apprezzata acquavite di vino francese a denominazione di origine controllata prodotta nella regione storica della Guascogna nota in tutto il mondo, era incentrata sulla valle del fiume Baïse, un affluente della Garonna, sviluppatasi attorno alle due città principali di Auch, capitale della contea nei secoli X e XI e Eauze.

## Geografia fisica
La contea occupava un territorio corrispondente alla quasi totalità dell'attuale dipartimento di Gers ed una parte di quello di Landes. In epoca bassomedioevale la capitale della contea fu Lectoure a causa della sua ottima difendibilità, anche se oggi tale località risulta essere di dimensioni modeste.

## Storia
I territori della contea d'Armagnac dapprima fecero parte del regno d'Aquitania, poi del ducato di Vasconia e del successivo ducato di Guascogna.
Il primo conte d'Armagnac fu Bernardo I d'Armagnac, detto le Louche (960-995), che era figlio del primo conte di Fezensac, che comprendeva anche l'Armagnac, Guglielmo I di Fezensac, che aveva ereditato le contee, staccate dal ducato di Guascogna, per volontà del padre, Garcia II, detto le Courbé ("il Gobbo"), alla sua morte, nel 930. A Bernardo I seguì Gerardo I Trancaleone (995-1020) e poi suo figlio, Bernardo II (1020-1061, detto Bernard II Tumapaler), che essendo anche figlio di Adelaide di Aquitania (figlia del duca d'Aquitania Guglielmo V il Grande e di Brisca o Prisca o Priscilla di Guascogna), sorella del duca di Guascogna, Oddone II, ereditò, nel 1039, il ducato di Guascogna. Bernardo II tuttavia, nel 1052, venne sconfitto presso il fiume Ardour e il ducato di Guascogna passò a Guido Goffredo di Poitiers, fratello del duca di Aquitania, Guglielmo VII.
Nel 1140, il conte Gerardo III (1110-1160), riunì alla contea d'Armagnac, la contea di Fezensac, alla morte di sua moglie Alaline, che dal primo matrimonio non aveva avuto figli. La prima casa d'Armagnac s'estinse alla morte di suo nipote, Gerardo IV, nel 1215. L'Armagnac passò allora alla casa di Lomagne, con Gerardo V (1215-1219), discendente da una figlia di Gerardo III. La discendenza maschile diretta si estinse nel 1243, e Gerardo VI (1256-1285), figlio del primo conte di Fezansaguet, Ruggero di Lomagne (figlio di Gerardo V) divenne conte d'Armagnac; ma alla sua morte, le due contee furono nuovamente separate. Nel frattempo i conti d'Armagnac erano divenuti vassalli del fratello del re di Francia, Luigi IX il Santo, Alfonso, conte di Poitiers, che era divenuto anche conte di Tolosa, come è confermato dai trattati di Corbeil (1258) e di Parigi (1259).
Con il conte, Giovanni I (1319-1373) ed i suoi successori furono uniti all'Armagnac le contee di Rodez, di Carlat, di Comminges, e di Charolais (che, nel 1390, il conte, Giovanni III (1384-1391), perse) e le viscontee di Lomagne, e d'Auvillars. La casa d'Armagnac, con Giovanni I, all'inizio della guerra dei cent'anni, ebbe un ruolo di primo piano nella resistenza alle pretese del principe di Galles, Edoardo il Principe Nero e dopo il trattato di Brétigny, che aveva consegnato molte contee e ducati ai Plantageneti tenne un comportamento (portò al parlamento francese le lamentele dei nobili guasconi per le decisioni e le imposizioni del principe Nero) che favorì la revoca del trattato e la riconquista dell'Aquitania da parte di Carlo V. 
A Giovanni III successe il fratello, Bernardo VII (1391-1418), che fu a capo della fazione degli Armagnacchi, nella guerra civile tra Armagnacchi e Borgognoni. Nel 1473, morì Giovanni V (1450-1473), avversario accanito del re di Francia,  Luigi XI, che nel 1481, riunì la contea d'Armagnac alla corona, ma che il successore, Carlo VIII, restituì al fratello di Giovanni V, Carlo I (1473-1497), ultimo conte della casa di Lomagne.
A Carlo I succedette il duca d'Alençon, Carlo II (1497-1525), a cui succedette il re di Navarra, Enrico II (1527-1555), la casa d'Albret (Enrico III) che sposò la vedova di Carlo II, Margherita d'Angoulême (1492-1549, sorella del re di Francia,  Francesco I) e divenne Enrico I d'Armagnac. E dopo la figlia di questi, Giovanna (1555-1572, anche regina di Navarra, Giovanna III), divenne conte Enrico II, (1572-1610, anche re di Navarra, Enrico III), che quando salì sul trono di Francia (Enrico IV), nel 1589, sia il regno di Navarra che la contea d'Armagnac, furono riuniti alla corona di Francia. Nel 1645, il re di Francia,  Luigi XIV, donò il titolo di conte d'Armagnac a Enrico di Lorena-Harcourt, che lo lasciò in eredità ai suoi successori, che lo tennero sino all'avvento della rivoluzione francese.